# Gianluca Sironi
Pour les articles homonymes, voir Sironi.
Gianluca ou Luca Sironi (né le 28 juin 1974 à Merate, dans la province de Lecco, en Lombardie) est un coureur cycliste italien, professionnel de 1997 à 2005. 

## Biographie
En 1996, Gianluca Sironi remporte le titre de champion du monde du contre-la-montre espoirs devant son compatriote Roberto Sgambelluri, puis quelques jours plus tard la médaille de bronze de la course en ligne, participant au quadruplé de l'équipe italienne avec Giuliano Figueras, Roberto Sgambelluri et Paolo Bettini. 
Considéré comme un grand espoir du cyclisme italien, il passe professionnel en 1997 dans l'équipe Aki-Safi, avant de rejoindre en 1998 Vini Caldirola-Longoni Sport. Il y effectue presque la totalité de sa carrière, jouant essentiellement un rôle d'équipier, et quitte le peloton fin 2005, après une dernière année chez Liquigas.

## Palmarès

### Palmarès amateur
- 1996
  -  Champion du monde du contre-la-montre espoirs
  - Trofeo Alta Valle del Tevere
  - 3e et 6e étapes du Tour des régions italiennes
  - Raiffeisen Grand Prix
  - 6e étape du Baby Giro
  - 2e du championnat d'Italie du contre-la-montre espoirs
  -  Médaillé de bronze du championnat du monde sur route espoirs

### Palmarès professionnel
- 1998
  - 2e du championnat d'Italie du contre-la-montre
  - 3e de la Coppa delle Nazione

## Résultats sur les grands tours

### Tour d'Italie
3 participations
- 1998 : hors-délais (12e étape)
- 1999 : 71e
- 2004 : 77e

### Tour d'Espagne
1 participation
- 2003 : 140e